# Rhytiphora dunni
Rhytiphora dunni är en skalbaggsart som beskrevs av Stefan von Breuning 1972. Rhytiphora dunni ingår i släktet Rhytiphora och familjen långhorningar. Inga underarter finns listade i Catalogue of Life.